# Brandon Sklenar
Brandon Tyler Sklenar (Dover, 1990. június 26. –) amerikai színész. 
Az Alelnök (2018), a Midway (2019), az It Ends With Us – Velünk véget ér (2024) és a Gyilkos randi (2025) című filmekben játszott szerepeiről ismert. 
2022–2025 között Spencer Duttont alakította a Paramount+ 1923 című westernsorozatában.

## Fiatalkora és tanulmányai
Sklenar Brandon Feakins néven született a New Jersey állambeli Doverben, Bruce Feakins és Francine Sklenar gyermekekként. Édesanyja csehszlovák származású. 
Észak-New Jerseyben nőtt fel. 2008-ban érettségizett a Hackettstown High Schoolban, majd rövid időre beiratkozott a County College of Morrisra. Két hónap után Kaliforniába ment és színészi pályafutása érdekében felvette édesanyja vezetéknevét. Los Angelesbe költözve alkalmi munkákat vállalt, amíg 20 évesen egy menedzser le nem szerződtette.

## Pályafutása
2020 elején a Futra Days című független film főszerepét játszotta Tania Raymonde és Rosanna Arquette oldalán. A történet egy férfiról szól, aki a jövőbe utazik, és az irányítás természetét kutatja. Szerepéért 2022-ben a Vienna Independent Filmfesztiválon elnyerte a legjobb színésznek járó díjat. 2021 márciusában csatlakozott a Karen című film szereplőgárdájához Taryn Manning és Cory Hardrict mellett.
2022-ben megkapta Spencer Dutton szerepét a Paramount+ Yellowstone című sorozatának előzményéül szolgáló 1923-ban.

## Filmográfia

### Film
| Év   | Magyar cím                        | Eredeti cím        | Szerep              | Magyar hang   |
| ---- | --------------------------------- | ------------------ | ------------------- | ------------- |
| 2011 |                                   | Cornered           | klub védnök         |               |
| 2016 |                                   | Hunky Dory         | Virgil              |               |
| 2017 |                                   | Temple             | James               |               |
| 2018 |                                   | Mapplethorpe       | Edward Mapplethorpe |               |
| 2018 |                                   | Glass Jaw          | Joe                 |               |
| 2018 |                                   | Magic Lantern      | Austin              |               |
| 2018 | Alelnök                           | Vice               | Bobby Prentace      |               |
| 2019 | Midway                            | Midway             | George Gay          |               |
| 2020 |                                   | Indigo Valley      | John                |               |
| 2020 |                                   | The Big Ugly       | Junior Lawdord      |               |
| 2021 |                                   | Karen              | Hill rendőrtiszt    |               |
| 2021 |                                   | Jonesin'           | Deke Jones          |               |
| 2021 |                                   | Shot in the Dark   | Cory                |               |
| 2022 | Emily bűnbe esik                  | Emily the Criminal | Brent               |               |
| 2022 |                                   | Futra Days         | Sean Graves         |               |
| 2024 | It Ends With Us – Velünk véget ér | It Ends with Us    | Atlas Corrigan      | Pál Tamás     |
| 2025 |                                   | Green and Gold     | Billy               |               |
| 2025 | Gyilkos randi                     | Drop               | Henry               | Mészáros Béla |
| 2025 |                                   | The Housemaid      | Andrew Winchester   |               |

### Televízió
| Év        | Magyar cím                | Eredeti cím                      | Szerep         | Megjegyzések                                    |
| --------- | ------------------------- | -------------------------------- | -------------- | ----------------------------------------------- |
| 2012      |                           | Dating Rules from My Future Self | kocsmáros      | 1 epizód                                        |
| 2015      | Barátok és egyéb gubancok | Truth Be Told                    | Neil           | 1 epizód                                        |
| 2016      |                           | Fall into Me                     | Ryan           | 1 epizód                                        |
| 2017      | Új csaj                   | New Girl                         | magányos férfi | 1 epizód                                        |
| 2022      | Westworld                 | Westworld                        | Henry          | 1 epizód                                        |
| 2022      |                           | Walker: Independence             | Liam Collins   | 1 epizód                                        |
| 2022      | Az ajánlat                | The Offer                        | Burt Reynolds  | 1 epizód                                        |
| 2022–2025 | 1923                      | 1923                             | Spencer Dutton | - főszereplő - magyar hangja: - Makranczi Zalán |

## Fordítás
- Ez a szócikk részben vagy egészben  a   Brandon Sklenar című angol Wikipédia-szócikk ezen változatának fordításán alapul.  Az eredeti cikk szerkesztőit annak laptörténete sorolja fel. Ez a jelzés csupán a megfogalmazás eredetét és a szerzői jogokat jelzi, nem szolgál a cikkben szereplő információk forrásmegjelöléseként.